# ルカ・ガイッチ
ルカ・ガイッチ（Luka Gajič、1996年5月6日 - ）は、スロベニア・リュブリャナ出身のプロサッカー選手。ポジションは、フォワード。